# Tenacidade
Em ciência dos materiais e metalurgia, tenacidade é a capacidade de um material absorver energia e deformar permanentemente (plasticamente) sem fraturar.
A tenacidade requer um equilíbrio de resistência e ductilidade.
Segundo a tenacidade, um mineral pode ser:
- Friável (frágil, quebradiço): Que pode ser quebrado ou reduzido a pó com facilidade. Ex: calcita, fluorita.
- Maleável: Pode ser transformado facilmente em lâminas, Ex. ouro, prata, cobre.
- Séctil: Pode ser facilmente cortado com um canivete. Ex ouro, prata, cobre.
- Dúctil: Pode ser transformado facilmente em fios. Ex. ouro, prata, cobre.
- Flexível: Pode ser dobrado, mas não recupera a forma anterior. Ex: alumínio, talco, gipsita.
- Elástica: Pode ser dobrado mas recupera a forma anterior. Ex. micas, borracha.

A tenacidade é muito usada pelos garimpeiros para diferenciar uma pepita de ouro de um fragmento de pirita, pois enquanto o ouro é extremamente maleável, a pirita é muito friável. Quando se está lidando com uma partícula muito pequena, da ordem de poucos milímetros, procede-se da seguinte forma para verificar se é maleável: a partícula é colocada entre dois pedaços de vidros planos, os quais são gentilmente apertado um contra o outro. Se a partícula for ouro será amassada, se for pirita se quebrará.
Uma confusão comum ao termo é achar que um material duro é também tenaz, como exemplo temos o diamante, que só pode ser riscado por outro diamante (logo, extremamente duro), mas pode ser quebrado se sofrer uma requisição muito alta como uma martelada (logo, tem baixa tenacidade, flexibilidade).
O aço tem uma camada carbonizada externa que o torna duro (difícil de riscar - ou se de desgastar) e um núcleo de ferro (mais fácil de riscar) tenaz, ou seja, resistente a tensões sem sofrer fratura.